# Інформаційне мистецтво
Інформаційне мистецтво — новий вид мистецтва, в якому наявні інформатика, інформаційні технології, штучний інтелект та пов'язані з ними дані. Це нова галузь електронного мистецтва, яка синтезує комп'ютерну науку, інформаційні технології і класичні форми мистецтва, включаючи мистецтво виконання, візуальне мистецтво та концептуальне мистецтво.

## Поняття
Інформаційна революція призвела до надмірного обсягу даних, що є критично важливими у багатьох сферах — від Інтернету до систем охорони здоров'я. Інформаційне мистецтво розглядає різні форми і процеси збору інформації, приділяє увагу розумінню її призначення. Інформація подається ясно і привабливо, що допомагає швидко і оперативно її використовувати, трансформувати інформацію в осмислений досвід. Мистецтво передає дані, виявляє ситуації і події, які змінюють світ. Використовують інструменти, які записують особисті розповіді або велику кількість даних, досліджують нові способи створення знань, етику спілкування. Акцентують на розробці відповідних засобів масової інформації для поширення та інтерпретації. Наявні різноманітні засоби інформації: живопис, фотографія, кіно, графічний дизайн тощо.
Пов'язаний з концептуальним мистецтвом, електронним мистецтвом та мистецтвом нових медіа, інформатизм розглядає нову технологічну, економічну та культурну зміну парадигми.

## Передумови
Інформаційне мистецтво має давню історію, адже візуалізація якісних та кількісних даних формує фундамент у науці, техніці та управлінні. Інформаційний дизайн та інформаційна графіка існували до обчислювальної техніки та Інтернету. Вони тісно пов'язані з цим новим мистецьким рухом, що зароджується. Прикладом інформаційного мистецтва була виставка 1970 року під назвою «Інформація» в Музеї сучасного мистецтва в Нью-Йорку (куратор Кайнастон Макшайн). Вже тоді концептуальне мистецтво стало провідною тенденцією у Сполучених Штатах та на міжнародному рівні. Одночасно розпочались експерименти у мистецтві та техніці, відомих як EAT
Твори мистецтва можуть надавати соціальні коментарі, синтезувати різні дисципліни та розвивати нову естетику. На 1995—1996 роки припадає поява і поширення доступних за ціною SVGA-моніторів і відеокарт, які можуть відображати понад 16 млн кольорів). Це стимулювало появу якісно нових мистецьких творів. Реалізація інформаційного мистецтва часто застосовує міжпредметний та предметний підходи, що включають візуальність, аудіо, аналіз даних, продуктивність тощо. Фізичні та віртуальні інсталяції, що залучають інформатизм, часто забезпечують взаємодію людина-комп'ютер, що генерує художній вміст на основі обробки великих обсягів даних.

## Сучасна практика
Інформаційне мистецтво використовує різні джерела даних, фотографії, переписи, відео кліпи, пошукові системи результатів, цифровий живопис, мережеві сигнали тощо. Дані трансформуються, аналізуються та інтерпретуються для передачі концепцій та розвитку естетики. Художники можуть використовувати статистичні дані та комп'ютерне навчання для пошуку зразків, які керують звуковими, візуальними та іншими формами. Останнім часом інформаційне мистецтво використовується в інтерактивних та генеративних установках, які динамічно пов'язані з даними та аналітичними конвеєрами.